# ГЕС Лажеаду
ГЕС Лажеаду (порт. Usina Hidrelétrica Luiz Eduardo Magalhães) — гідроелектростанція в Бразилії у штаті Токантінс. Знаходячись між ГЕС Peixe Angical (вище за течією) та ГЕС Estreito, входить до складу каскаду на річці Токантінс, яка починається на Бразильському нагір'ї неподалік столиці країни Бразиліа та тече на північ до впадіння в річку Пара (правий рукав дельти Амазонки). Також можна відзначити, що існують плани спорудження вище від станції Lajeado ГЕС Іпуейрас, а нижче від неї ГЕС Тупіратінс.
У межах проекту річку перекрили греблею, що включає ділянки з ущільненого котком бетону (висота 43 метри, довжина 610 метрів, потребувала 210 тис. м3 матеріалу) та кам'яно-накидну із глиняним ядром (висота 30 метрів, довжина 1920 метрів). Ця споруда утримує витягнуте по долині річки на 172 км водосховище з площею поверхні 630 км2, середньою глибиною 8 метрів та об'ємом 5,2 млрд м3, рівень поверхні якого в операційному режимі може лише незначно змінюватись між позначками 211,5 та 212,3 метра НРМ (у випадку повені до 212,6 метра НРМ). Враховуючи велику водність річки, водоскиди здатні забезпечити пропуск 50 тис. м3/с.
Інтегрований у греблю машинний зал обладнано п'ятьма турбінами типу Каплан потужністю по 180,5 МВт, які при напорі у 29 метрів забезпечують виробництво 4,6 млрд кВт-год електроенергії на рік.
Видача продукції відбувається по ЛЕП, розрахованій на роботу під напругою 230 кВ, до підстанції 230/500 кВ.
Проект належить дочірній компанії португальської EDP — EDP Lajeado Energia (73 %), а також CEB Lajeado Energia (20 %) та Paulista Lajeado Energia (7 %).